# Enguerrand VI. z Coucy
Enguerrand VI. z Coucy (francouzsky Enguerrand VI de Coucy; 1313 – 26. srpna 1346) byl pán z Coucy, Marle, la Fère, Oisy a Havrincourtu, účastník stoleté války na straně francouzského krále Filipa VI.
Byl synem Viléma z Coucy a Isabely ze Châtillonu a jeho sňatek s Kateřinou, dcerou zesnulého rakouského vévody Leopolda byl dílem krále Filipa VI., který jej potřeboval v nadcházejícím válečném konfliktu s Anglií získat na svou stranu. Enguerrand byl vlastníkem strategicky položeného panství a za movitou nevěstu z významného rodu přislíbil svou účast na válečném poli, což se mu v létě roku 1346 stalo osudným. Zemřel v době bitvy u Kresčaku a není zcela jisté, zda přímo v této konkrétní bitvě. Byl pohřben v cisterciáckém klášteře Ourscamp nedaleko Noyonu. Jeho dědicem se stal jediný stejnojmenný nezletilý syn a regentem Jan z Coucy, pán z Havraincourtu, bratr zesnulého.